# Primeiro Alcibíades

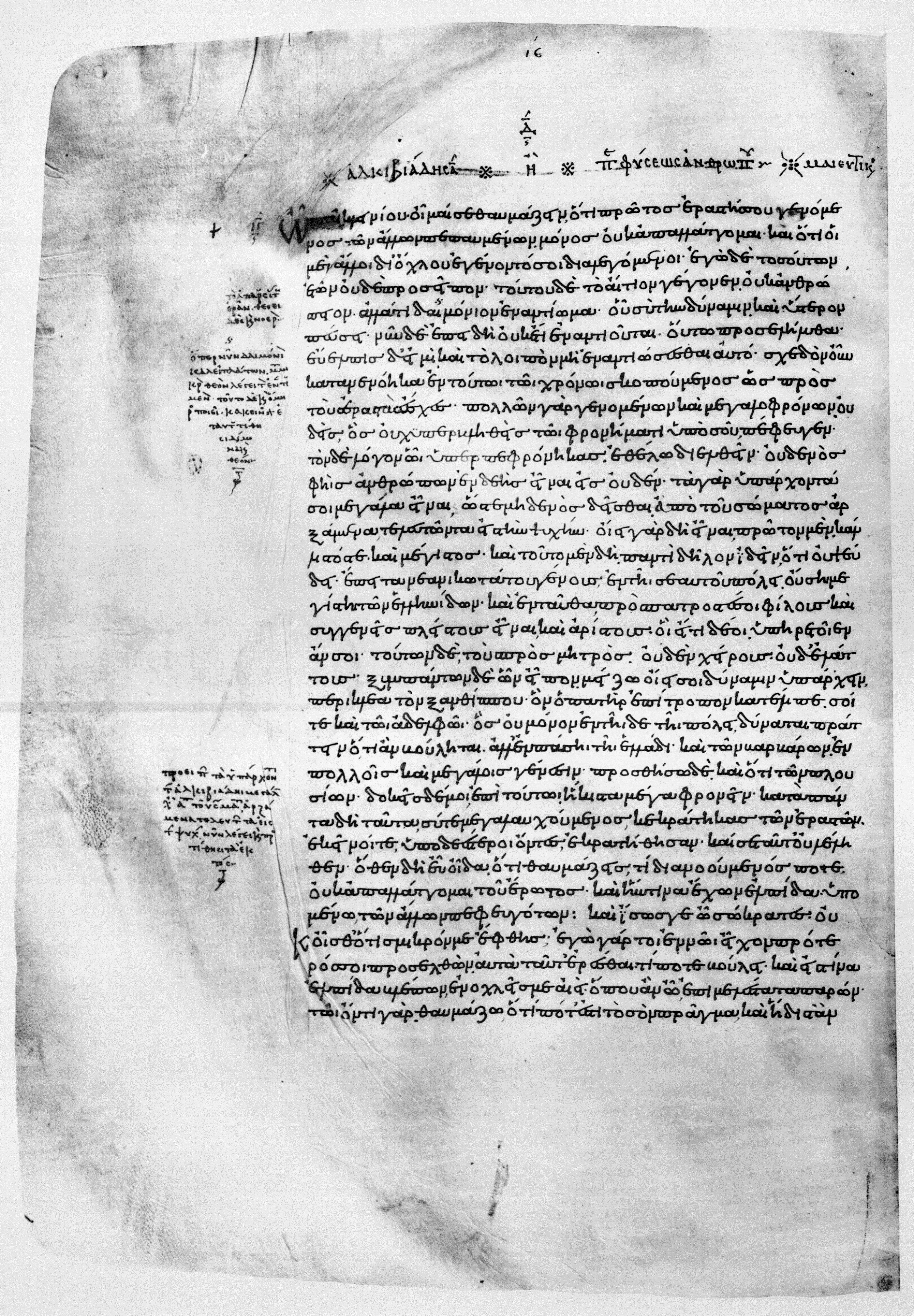
Página do Codex Oxoniensis Clarkianus 39 (Clarke Platão). Diálogo Alcibíades A.

Primeiro Alcibíades ou Alcibíades I (grego: Ἀλκιβιάδης αʹ) é um diálogo entre Alcibíades e Sócrates. É atribuído a Platão, embora os estudiosos estejam divididos sobre a questão de sua autenticidade.

## Autenticidade
Na antiguidade Alcibíades I foi considerado como o melhor texto para introduzir alguém à filosofia platônica, que pode ser por isso que continuou a ser incluído no Corpus platônico desde então. A autenticidade do diálogo nunca foi posta em dúvida na antiguidade. Até 1836, quando o estudioso alemão Friedrich Schleiermacher argumentou contra a atribuição de Platão. Posteriormente, sua popularidade diminuiu. No entanto, a pesquisa estilométrica suporta a autoria  e alguns estudiosos têm defendido recentemente sua autenticidade. O argumento mais claro quanto à autoria da obra é que Platão nunca escreveu algo cuja interpretação fosse tão simples como Alcibíades.

## Datação
Tradicionalmente, o Alcibíades tem sido considerado um diálogo inicial. A análise de estilométrica de Gerard Ledger apoiou esta tradição, que data o trabalho para o 390 a.C.
Uma datação mais recente também foi defendida. Nicholas Denyer sugere que foi escrito em 350 a.C., quando Platão, de volta a Atenas, pode refletir sobre as semelhanças entre Dionísio II (como o conhecemos a partir da Sétima Carta) e Alcibíades — dois jovens interessados em filosofia, mas comprometidos por sua ambição e má educação.  Esta hipótese requer o ceticismo sobre o que é geralmente considerado como o único razoavelmente certo resultado de estilometria platônico, a tendência marcante de Platão em evitar hiatos nos seis diálogos que se acredita terem sido compostos no período a que Denyer atribui Alcibíades (Timeu, Crítias, Sofista, Definições, Filebo e Leis).
A solução de compromisso com as questões da dificuldade em se datar atendendo às características linguísticas em Alcibíades também viu a hipótese de que os primeiros dois terços do diálogo foram escritos por algum outro membro da Academia Platônica, cujos esforços foram completados pelo próprio Platão em seu período médio-tardio.
R.S. Bluck, embora impressionado com os argumentos anteriores contra a autenticidade do diálogo, sugere uma data após o fim da vida de Platão, aproximadamente, 343/2 a.C., com base especialmente em "um paralelismo marcante entre o Alcibíades e as primeiras obras de Aristóteles, bem como de algumas outras composições que provavelmente pertencem ao mesmo período como o último".